# 포어사이트 리눅스
포어사이트 리눅스(Foresight Linux)는 리눅스계 운영 체제 가운데 하나로 만든 이는 그놈 홍보진에서 일하는 켄 반디네(Ken VanDine)이다. 자체 커뮤니티에 의해 개발 및 관리가 이루어지고 있으며 목표는 늘 최신 리눅스 데스크톱 기술을 선보이고 제공하는 것이다.
꾸러미를 관리하는 데에 코나리를 쓴다.

## 걸어온 길
포어사이트 리눅스는 원래 그놈의 최신판을 선보일 목적으로 만들어졌다. 이 운영 체제는 처음 세상에 나온 뒤 다른 많은 리눅스계 운영 체제들과는 달리 판올림을 거듭하면서도 한동안 큰 변화는 없었다. 그러다가 1대 판에서 2판으로 넘어가면서 포어사이트 리눅스는 큰 변화를 하게 되는데 x86-64를 본격 지원하기 시작한 것, 그리고 그동안 GUI 꾸러미 관리기 패키지킷을 기본 포함한 것 등이 그것이다.
포어사이트 리눅스 2판이 나온 뒤 이 운영 체제의 개발자들은 2판에서 쓸 수 있는 소프트웨어의 수를 늘리기 위해 커뮤니티 안에서 1판의 꾸러미들을 가져와 이식하거나 다시 포장하는 식의 꾸러미 경연대회를 벌였다. 이 대회는 포어사이트 리눅스의 컴퓨터 및 그 주변기기 분야 OEM 협력사인 셔틀로부터 우승자에게 줄 컴퓨터(셔틀 KPC)를 지원받았으며 원래는 꾸러미 접수기간을 1달로 두었으나 1달이 다 되어 갈 때 2달로 늘어났고 매우 많은 꾸러미들이 등록되었다. 지금도 이 모든 꾸러미들을 검사하는 작업이 진행 중이며 우승자에 대한 공식 발표 또한 아직 없다.

## 특징
포어사이트 리눅스는 최신 데스크톱 기술을 제공하는 데에 초점을 맞추어 그놈-도, 반시, 패키지킷(이들은 포어사이트 리눅스를 설치할 때 기본으로 설치되는 꾸러미들이기도 하다)같은 그놈의 최신 꾸러미들을 제공하며 때로는 나온 지 얼마 안 된 소프트웨어들이 꾸러미로 제공되기도 한다.
포어사이트 리눅스의 또 다른 특징은 꾸러미를 관리하는 데에 코나리를 쓴다는 것이다. rPath에서 만든 이 꾸러미 관리자는 꾸러미를 판올림할 때 그 꾸러미 전체를 갈아엎는 RPM 및 DEB용 꾸러미 관리기들과는 달리 꾸러미를 이루는 파일들 가운데 바꿔야 될 파일들만 교체한다.

## 덧붙임
- 포어사이트 리눅스는 2008년 아르스 테크니카로부터 올해의 운영 체제에 수여하는 오바티오상을 밭기도 했다.[3]
- 현재 포어사이트 리눅스의 정식판은 그놈 탑재판뿐이지만 KDE 탑재판과 Xfce 탑재판도 개발중이며 이들 또한 각각 탑재된 GUI를 위한 최신 데스크톱 기술을 제공하는 데에 초점을 맞출 계획이다. KDE 탑재판은 현재 예비 알파판을 개발중이며 Xfce 탑재판은 현재 알파판이 나와 있다. 이 밖에 어린이들을 위한 어린이용 포어사이트 리눅스도 있다.